# ISBL
ISBL (Information Systems Base Language) - нотація реляційної алгебри винайдена для PRTV, однієї з найперших систем баз даних  що реалізувала реляційну модель даних Кодда.

## Приклад
```
OS = ORDERS * SUPPLIERS
LIST OS: NAME="Brooks" % SNAME, ITEM, PRICE
```